# Evadne (figlia di Strimone)
Nella mitologia greca, Evadne è una naiade, figlia del dio fluviale Strimone e Neera.
Sposò Argo (il re di Argo) , che la rese madre di Criaso, Ecbaso, Epidauro, Pira, Tirinto e Peranto (quest'ultimo è menzionato solo da Igino).